# Cefazedon
Cefazedon ist ein Antibiotikum, welches zur Behandlung von bakteriellen Infektionen eingesetzt wird. Es wird semisynthetisch hergestellt und gehört zur Klasse der Cephalosporine der 1. Generation.
Cefazedon wurde 1975 erstmals von Merck patentiert. Cefazedon-haltige Arzneimittel (Handelsname Refosporin) sind in Deutschland nicht mehr erhältlich.

## Indikation
Cefazedon ist angezeigt zur Behandlung von Infektionen mit empfindlichen Erregern (Infektionen der Atemwege, der Harn- und Gallenwege).

## Wirkungsprinzip
Die Cefazedon-Moleküle binden sich – wie alle Cephalosporine – an spezifische Penicillin-bindende Proteine, die für den Neuaufbau der bakteriellen Zellwand benötigt werden. Dadurch wird die weitere Synthese der bakteriellen Zellwand gehindert.

## Applizierung
Cefazedon ist oral sowie intramuskulär und intravenös verabreichbar.